# ジュリアーノ・プレパラータ
ジュリアーノ・プレパラータ（Giuliano Preparata、1942年3月10日 - 2000年4月24日）は、イタリアの理論物理学者で常温核融合分野の研究の先駆者の一人。

## 来歴
1942年にイタリアのパドヴァに生まれ、1964年に、博士課程を修了しフィレンツェ大学で教鞭をとり、1967年よりプリンストン大学、ハーバード大学、ニューヨーク大学等の大学で教鞭をとり、1974年から1980年まで欧州原子核研究機構で勤務した。1980年以降は2000年に他界するまで、ミラノ大学で教鞭をとると同時に、イタリア政府の研究機関であるENEA（National agency for new technologies, Energy and sustainable economic development)において、常温核融合分野の研究の進展に多大な貢献をもたらした。

## ジュリアーノ・プレパラータ・メダル
彼の業績を顕彰して常温核融合の分野において優れた業績を挙げた研究者に2004年より国際常温核融合学会賞はジュリアーノ・プレパラータ・メダルとして授与される。

## 書籍
- "Probing Hadrons with Leptons", Plenum Press, 1980 ISBN 9781461331025
- "QED Coherence in Matter", World Scientific, 1995 ISBN 9789810222499
- "An Introduction to a Realistic Quantum Physics", World Scientific, 2002 ISBN 9789812381767
- "L'architettura dell'universo : Lezioni popolari di fine secolo su ciò che la scienza è riuscita a capire sulla struttura Dell'Universo",  Bibliopolis, 2001 ISBN 9788870883930
- "Dai quark ai cristalli : Breve storia di un lungo viaggio dentro la materia", Bollati Boringhieri, 2002 ISBN 9788833913926